# 生口桥
生口桥（日语：／ Ikuchi bashi */?），是位于日本广岛县尾道市的一座斜拉桥，连接該市管轄的生口岛和因岛，是西濑户自动车道重要组成部分之一。
生口桥全长790米，主跨490米，于1986年5月18日开工建设，1991年12月8日正式通车，是西濑户自动车道上主跨第五长的大桥，同时也成为当时世界上主跨最长的斜拉桥，不过这一头衔仅仅保持了11天，就被挪威的斯堪桑德大桥以530米的主跨长度所超越。该桥在日本首次采用了混凝土梁边跨与钢箱梁主跨相结合的设计结构。

## 相關項目
- 世界斜拉橋列表
- 日本列島
- 本州四國聯絡道路
- 本州四國連絡橋（日语：本州四国連絡橋）
- 西瀨戶自動車道
- 因島大橋
- 多多羅大橋
- 大三島橋
- 伯方-大島大橋
- 來島海峽大橋
- 明石海峽大橋
- 鳴門大橋